# Jurgis Razma
Jurgis Razma (ur. 14 marca 1958 w miejscowości Žvirblaičiai w rejonie płungiańskim) – litewski polityk i inżynier, poseł na Sejm.

## Życiorys
Ukończył szkołę średnią w Płungianach, a w 1981 studia na Wydziale Fizyki Uniwersytetu Wileńskiego. Następnie do 1991 pracował na tej uczelni.
W 1988 zaangażował się w działalność polityczną w ramach niepodległościowego Sąjūdisu, w latach 1994–1995 pełnił funkcję sekretarza wykonawczego tej organizacji. W 1991 zajmował stanowisko doradcy premiera Litwy, następnie do 1993 był asystentem posła i profesora Tautvydasa Lideikisa. Od 1995 przez rok zasiadał w radzie miejskiej Wilna.
W 1993 znalazł się wśród założycieli Związku Ojczyzny. W 1996 został przedstawicielem tej partii w Sejmie litewskim, uzyskiwał reelekcję w 2000, 2004 i 2008. Był wiceprzewodniczącym i przewodniczącym frakcji konserwatystów. W 2012, 2016 i 2020 był wybierany na kolejne kadencje litewskiego parlamentu. W 2020 objął funkcję pierwszego wiceprzewodniczącego Sejmu. W 2024 po raz ósmy z rzędu został wybrany do litewskiego parlamentu